# Polonia ai XIII Giochi olimpici invernali
La Polonia partecipò ai XIII Giochi olimpici invernali, svoltisi a Lake Placid, Stati Uniti, dal 14 al 23 febbraio 1980, con una delegazione di 30 atleti impegnati in cinque discipline.